# Timothy Castagne
Timothy Castagne (* 5. prosince 1995 Arlon) je belgický profesionální fotbalista, který hraje za anglický klub Fulham FC a za belgický národní tým. Převážně pravý obránce, může však také hrát nalevo.

## Klubová kariéra
Castagne, který se narodil v Arlonu v provincii Lucemburk, začal hrát fotbal za místní kluby US Waltzing a Lorrain Arlon, než se přesunul do akademie RE Virton.

### Genk
V roce 2011 se Castagne připojil do Genku poté, co neprošel testováním ve Standardu Lutych. V červnu 2013 podepsal svou profesionální smlouvu na tři roky v Genku. Do A-týmu se dostal v druhé polovině sezóny 2013/14, kdy jej povolal trenér Genku Mario Been. V belgické Jupiler Pro League debutoval pod novým hlavním trenérem Alexem McLeishem dne 14. září 2014 proti Club Brugge. 2. května 2015 vstřelil Castagne svůj první gól, a to při domácím vítězství 7:1 nad Waasland-Beveren.

### Atalanta
V červenci 2017 přestoupil do italského klubu Atalanta BC za částku ve výši 6 milionů euro, po odchodu Andrey Contiho do AC Milán. 2. ledna 2018 vstřelil svůj první gól v Bergamském týmu při výhře v zápase Coppy Italia proti Neapoli.
Dne 27. srpna 2018 vstřelil svůj první gól v Serii A v zápase proti AS Řím. V sezóně, kterou odehrál na pravém krajním obránci spolu s Hansem Hateboerem, vstřelil celkem 4 ligové góly.
V následující sezóně vstřelil dva góly ve všech soutěžích: 22. září 2019 vstřelil vyrovnávací gól v 95. minutě proti Fiorentině při remíze 2:2, a druhý v Lize mistrů UEFA, a to při výhře 3:0 proti Šachtaru Doněck, která posunula Nerazzurri do osmifinále.
Během tří let v Atalantě odehrál Castagne 96 zápasů a ve všech soutěžích nastřílel 8 gólů.

### Leicester City
Dne 3. září 2020 přestoupil Castagne přestup do anglického klubu Leicesteru City, kde podepsal pětiletou smlouvou. 13. září 2020 vstřelil svůj první gól v Leicesteru při vítězství 3:0 nad West Bromem; stal se pátým belgickým hráčem, který skóroval při svém debutu v Premier League, po Lucu Nilisovi, Thomasovi Vermaelenovi, Christianovi Bentekemu a Leandru Trossardovi.

## Reprezentační kariéra
Castagne debutoval v belgické reprezentaci 7. září 2018 v přátelském utkání proti Skotsku.
Dne 22. března 2019 poskytl asistenci Yourimu Tielemansovi při výhře 3:1 proti Rusku v kvalifikaci na EURO 2020.
Dne 17. května 2021 byl Castagne povolán trenérem Robertem Martínezem na závěrečný turnaj EURO 2020.

## Statistiky

### Klubové
K 23. květnu 2021
| Klub           | Sezóna  | Liga               | Liga   | Liga | Národní pohár | Národní pohár | Ligový pohár | Ligový pohár | Evropské poháry | Evropské poháry | Celkem | Celkem |
| Klub           | Sezóna  | Liga               | Zápasy | Góly | Zápasy        | Góly          | Zápasy       | Góly         | Zápasy          | Góly            | Zápasy | Góly   |
| -------------- | ------- | ------------------ | ------ | ---- | ------------- | ------------- | ------------ | ------------ | --------------- | --------------- | ------ | ------ |
| Genk           | 2013/14 | Jupiler Pro League | 0      | 0    | 0             | 0             | —            | —            | 0               | 0               | 0      | 0      |
| Genk           | 2014/15 | Jupiler Pro League | 27     | 1    | 1             | 0             | —            | —            | —               | —               | 28     | 1      |
| Genk           | 2015/16 | Jupiler Pro League | 21     | 0    | 1             | 0             | —            | —            | —               | —               | 22     | 0      |
| Genk           | 2016/17 | Jupiler Pro League | 32     | 0    | 5             | 0             | —            | —            | 12              | 2               | 49     | 2      |
| Genk           | Celkem  | Celkem             | 80     | 1    | 7             | 0             | —            | —            | 12              | 2               | 99     | 3      |
| Atalanta       | 2017/18 | Serie A            | 20     | 0    | 3             | 1             | —            | —            | 3               | 0               | 26     | 1      |
| Atalanta       | 2018/19 | Serie A            | 28     | 4    | 5             | 1             | —            | —            | 4               | 0               | 37     | 5      |
| Atalanta       | 2019/20 | Serie A            | 27     | 1    | 0             | 0             | —            | —            | 6               | 1               | 33     | 2      |
| Atalanta       | Celkem  | Celkem             | 75     | 5    | 8             | 2             | —            | —            | 13              | 1               | 96     | 8      |
| Leicester City | 2020/21 | Premier League     | 27     | 2    | 5             | 0             | 0            | 0            | 2               | 0               | 34     | 2      |
| Celkem         | Celkem  | Celkem             | 182    | 8    | 20            | 2             | 0            | 0            | 27              | 3               | 229    | 13     |

### Reprezentační
K 27. březnu 2021
| Belgie | Belgie | Belgie |
| Rok    | Zápasy | Góly   |
| ------ | ------ | ------ |
| 2018   | 2      | 0      |
| 2019   | 5      | 2      |
| 2020   | 4      | 0      |
| 2021   | 2      | 0      |
| Celkem | 13     | 2      |

K zápasu odehranému 27. března 2021. Skóre a výsledky Belgie jsou vždy zapisovány jako první.
| Gól | Datum          | Místo                                   | Soupeř     | Skóre | Výsledek | Soutěž                   |
| --- | -------------- | --------------------------------------- | ---------- | ----- | -------- | ------------------------ |
| 1.  | 8. června 2019 | Stadion krále Baudouina, Brusel, Belgie | Kazachstán | 2:0   | 3:0      | Kvalifikace na Euro 2020 |
| 2.  | 10. října 2019 | Stadion krále Baudouina, Brusel, Belgie | San Marino | 9:0   | 9:0      | Kvalifikace na Euro 2020 |

## Ocenění

### Klubové

#### Leicester City
- FA Cup: 2020/21[22]